# Флаги Липецкой области
Список флагов муниципальных образований Липецкой области Российской Федерации.
На 1 января 2020 года в Липецкой области насчитывалось 312 муниципальных образований — 2 городских округа, 18 муниципальных районов, 6 городских и 286 сельских поселений.

## Флаги городских округов
| Флаг | Наименование                                   | Дата утверждения | Номер в ГГР |
| ---- | ---------------------------------------------- | ---------------- | ----------- |
|      | Флаг муниципального образования города Липецка | 27 февраля 1997  | 1795        |
|      | Флаг муниципального образования города Ельца   | 28 сентября 2004 | 1604        |

## Флаги муниципальных районов
| Флаг | Наименование                               | Дата утверждения | Номер в ГГР |
| ---- | ------------------------------------------ | ---------------- | ----------- |
|      | Флаг Воловского муниципального района      | 3 августа 2004   | 1538        |
|      | Флаг Грязинского муниципального района     | 16 февраля 2005  | 1805        |
|      | Флаг Данковского муниципального района     | 25 марта 2005    | 1870        |
|      | Флаг Добринского муниципального района     | 3 августа 2004   | 1534        |
|      | Флаг Добровского муниципального района     | 14 апреля 2004   | 1447        |
|      | Флаг Долгоруковского муниципального района | 30 марта 2005    | 1866        |
|      | Флаг Елецкого муниципального района        | 13 октября 2004  | 1606        |
|      | Флаг Задонского муниципального района      | 9 января 2004    | 1395        |
|      | Флаг Измалковского муниципального района   | 30 июля 2004     | 1529        |

| Флаг | Наименование                                | Дата утверждения               | Номер в ГГР |
| ---- | ------------------------------------------- | ------------------------------ | ----------- |
|      | Флаг Краснинского муниципального района     | 20 мая 2004                    | 1461        |
|      | Флаг Лебедянского муниципального района     | 25 ноября 2003                 | 1388        |
|      | Флаг Лев-Толстовского муниципального района | 3 сентября 2003 16 апреля 2008 | 1291        |
|      | Флаг Липецкого муниципального района        | 26 октября 2004                | 1610        |
|      | Флаг Становлянского муниципального района   | 5 августа 2003                 | 1279        |
|      | Флаг Тербунского муниципального района      | 5 мая 2004                     | 1469        |
|      | Флаг Усманского муниципального района       | 3 февраля 2004                 | 1392        |
|      | Флаг Хлевенского муниципального района      | 2 апреля 2004                  | 1451        |
|      | Флаг Чаплыгинского муниципального района    | 22 декабря 2004                | 1776        |

## Флаги городских поселений
| Флаг       | Наименование                                                             | Дата утверждения | Номер в ГГР |
| ---------- | ------------------------------------------------------------------------ | ---------------- | ----------- |
|            | Флаг городского поселения город Грязи Грязинского муниципального района  | 25 декабря 2008  | 4714        |
| нет данных | Флаг городского поселения город Данков Данковского муниципального района |                  |             |
|            | Флаг городского поселения город Задонск Задонского муниципального района | 30 декабря 2008  | 4712        |

| Флаг | Наименование                                                                 | Дата утверждения | Номер в ГГР |
| ---- | ---------------------------------------------------------------------------- | ---------------- | ----------- |
|      | Флаг городского поселения город Лебедянь Лебедянского муниципального района  | 24 декабря 2009  | 5846        |
|      | Флаг городского поселения город Усмань Усманского муниципального района      | 21 декабря 2012  | 8051        |
|      | Флаг городского поселения город Чаплыгин Чаплыгинского муниципального района | 29 декабря 2005  | 2027        |

## Флаги сельских поселений
| Флаг | Наименование                                                                    | Дата утверждения | Номер в ГГР |
| ---- | ------------------------------------------------------------------------------- | ---------------- | ----------- |
|      | Флаг сельского поселения Добровский сельсовет Добровского муниципального района | 18 августа 2016  | 11236       |
|      | Флаг сельского поселения Хмелинецкий сельсовет Задонского муниципального района | 21 сентября 2015 |             |

## Упразднённые флаги
| Флаг | Наименование                                        | Дата утверждения | Дата отмены |
| ---- | --------------------------------------------------- | ---------------- | ----------- |
|      | Флаг муниципального образования Краснинского района | 20 февраля 2004  | 20 мая 2004 |